# Daniel Iglesias Beaumont
Daniel Luis Iglesias Beaumont (1904-1999) fue un sacerdote católico chileno del siglo XX.

## Biografía

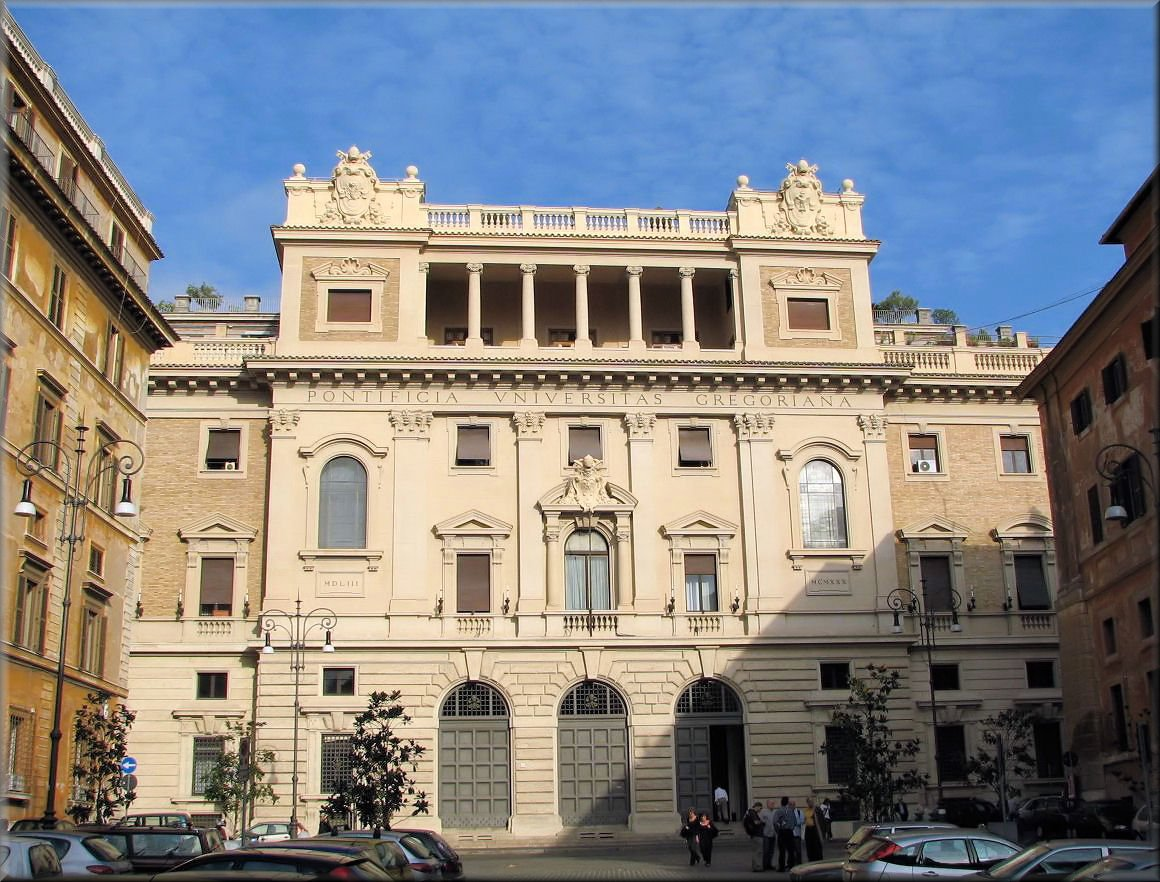
Sede de la Universidad Gregoriana de Roma.

Nació en Santiago de Chile el 6 de junio de 1904, como hijo de Marco Aurelio Iglesias y Rojas, destacado médico-cirujano y odontólogo de la Universidad de Chile -y perteneciente a un distinguido linaje fundado en Chile en 1813, y radicado principalmente en Santiago de Chile, por su bisabuelo Joaquín de Iglesias y Pinto, natural de Cádiz, Reino de España, casado con la chilena Carmen Montes y Rosales-, y de María Aída de Beaumont y White. 
Fue hermano de sor María Teresa Iglesias Beaumont, religiosa de la Congregación de las Esclavas del Amor Misericordioso en Santiago y del cirujano-dentista y académico de la Facultad de Odontología de la Universidad de Chile, Joaquín Iglesias Beaumont. La familia Iglesias Beaumont pasaba largas temporadas durante los veranos en su casona del barrio del Vaticano del balneario de Las Cruces.
Estudió Humanidades en el Seminario Pontificio Mayor de Santiago, y luego, fue doctor en teología de la Universidad Gregoriana de Roma y licenciado en Sagrada Escritura del Pontificio Instituto Bíblico de Roma.
Se ordenó como sacerdote diocesano el 16 de abril de 1924. Estudió posteriormente en el Pontificio Colegio Pío Latino Americano, fundado en Roma por el sacerdote chileno José Ignacio Víctor Eyzaguirre y Portales.
Fue profesor de griego, latín y Sagrada Escritura del Seminario Pontificio Mayor de Santiago entre los años 1930 y 1939. También fue profesor en la Facultad de Teología de la Pontificia Universidad Católica de Chile, desde la fundación de esta escuela en 1935 hasta 1960, en la asignaturas de Hebreo, Griego, Introducción y Exégesis del Nuevo Testamento y Seminarios.

## Vida pastoral
.

Catedral Metropolitana de Santiago de Chile

Fue un asiduo colaborador de revistas y de la prensa católica de su época, como por ejemplo en la transmisión radial del programa "La Hora del Evangelio", junto con Alejandro Huneeus Cox. Fue Director de la Revista Católica por 25 años.
Fue Canónigo titular y doctoral y del Cabildo Arzobispal Metropolitano de la Catedral de Santiago. Capellán de la Clínica Santa María de Santiago.
Fue secretario general de la "Acción Católica" y autor de numerosas obras exegéticas sobre lugares selectos del Evangelio, viajes de San Pablo, etc. Autor del libro "Historia Eclesiástica de Chile. 1536-1945".
Participó en todas las sesiones del Concilio Vaticano II, como teólogo asesor de Alfredo Cifuentes Gómez, arzobispo de La Serena.
Fue, junto con Alejandro Huneeus Cox, fundador de la iglesia parroquial del Sagrado Corazón de "El Bosque" de Providencia, donde personalmente llenó de medallas milagrosas de la Virgen de los Rayos los recién cavados cimientos de dicha iglesia. Fue vicario cooperador y luego párroco por muchos años de esta parroquia, donde falleció en 1999, siendo sus vicarios cooperadores Francisco Javier Errázuriz Huneeus y Padre Augusto Larraín Undurraga. Rector de la Unión Sacerdotal del Sagrado Corazón.
El 9 de enero de 1982 fue nombrado en la Santa Sede como capellán de Juan Pablo II, por lo que le correspondía el tratamiento de monseñor, título honorífico concedido por la Iglesia a sacerdotes seculares.
Falleció, con el Rosario en la mano, en el convento de la parroquia del Sagrado Corazón de "El Bosque" en 1999.